# Meganyctiphanes norvegica
El  krill del norte  (Meganyctiphanes norvegica) es una especie de crustáceo malacostráceo del orden Euphausiacea que vive en las aguas del Atlántico Norte.  Es un componente muy importante del zooplancton oceánico, alimento de ballenas, peces y aves. En el océano Antártico, el kril antártico (Euphausia superba) cumple un rol similar. Es la única especie del  género Meganyctiphanes.

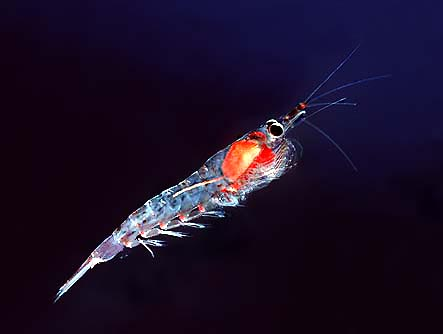
Estómago coloreado intensamente en rojo por carotenoides, una indicación de que este eufáusido come copépodos.